# ストレプトスポランジウム科
ストレプトスポランジウム科（Streptosporangiaceae）は真正細菌放線菌門放線菌綱ストレプトスポランジウム目の科の一つである。

## 概要
安定し且つ分岐した栄養菌糸を形成する好気性、グラム陽性、非抗酸性、非抗アルコール性の化学有機栄養細菌である。気菌糸は変化しやすい。気菌糸が形成されると、2個以上の胞子に分化するか、1個又は複数の胞子を内包する胞子小胞に分化する。胞子は非運動性（例：ミクロビスポラ属、ミクロテトラスポラ属、ストレプトスポランジウム属)か運動性（例：プラノモノスポラ属、プラノビスポラ属）かのいずれかである。ほとんどの菌株は中温性であるが、一部の菌株は好熱性である。
細胞壁のムラミン酸残基はN-アセチル化されている（N-アセチルムラミン酸）。ペプチドグリカンはDL-A2pmを含み、A2α型である。主なイソプレノログには、MK-9系列の全てのタイプが含まれる。極性脂質としてPEが検出される。細胞脂肪酸には、大量のiso-、anteiso-飽和、不飽和、及び10-メチル分岐脂肪酸が存在する。ミコール酸は存在しない。DNAのGC含量は60～80mol%である。
16S rRNA遺伝子のシグネチャー配列は440:497(C–G)、485(U)、501:544(C–G)、502:543(G–C)、833:853(U–G)及び1355:1367(A–U)の位置のヌクレオチドで構成される。

## 歴史
- 1990年に、Goodfellowらによってストレプトスポランジウム科が提案された[1]。このときは形態学的及び化学分類的手法に基づき、ミクロビスポラ属（Microbispora）、ミクロテトラスポラ属（Microtetraspora）、プラノビスポラ属（Planobispora）、プラノモノスポラ属（Planomonospora）及びストレプトスポランジウム属（Streptosporangium）で構成されていた。
- 1993年に、理化学研究所微生物材料開発室（JCM）の工藤卓二らが、埼玉県で採取した土壌サンプルからのハービドスポラ・クレタセア（Herbidospora cretacea）の発見を報告し、新属としてハービドスポラ属（Herbidospora）を提案した[10]。従来の構成属とは形態学的特徴とメナキノン組成が異なるため、それについて科の説明が修正された。
- 1993年にRunmaoらが、中国四川省で採取された土壌サンプルからプラノテトラスポラ・ミラ（プラノテトラスポラ・ミラ）を発見したことを報告し、新属としてプラノテトラスポラ属（Planotetraspora）を提案した[18]。
- 1997年にWard-Raineyが、これまで伝統的に形態学的・化学分類学的・生理学的に分類されていた放線菌亜門（actinomycete）について16S rRNA配列及びそのコード遺伝子配列の解析を行い、系統発生学に基づく分類体系の再構築を行った。その結果、放線菌目に新たにストレプトスポランジウム亜目（Streptosporangineae）を提案し、ストレプトスポランジウム科をタイプ科に指定した[41]。このとき、ストレプトスポランジウム科の16S rRNA遺伝子のシグネチャー配列が発表された。
- 1998年に、ストレプトスポランジウム亜目の代表的な属について16S rRNA配列決定及び系統解析が行われ、ミクロテトラスポラ属の多くの種が新属Nonomuriaに変更された[14][14]。
- 2000年に発酵研究所（IFO）のTamuraらが、土壌からアクロカポスポラ・マクロセファラ（Acrocarpospora macrocephala）を発見したことを報告し、新属としてアクロカポスポラ属（Acrocarpospora）を提案した[6]。
- 2007年にAraとKudoは、Sphaerosporangium melleum、Sphaerosporangium rubeum、Sphaerosporangium cinnabarinumを発見し、新属としてSphaerisporangiumを提案した[24]。同時に、ストレプトスポランジウム・ビリディアルブム（Streptosporangium viridialbum）をこの属に移動させた。
- 2009年にZhiらによって16S rRNA遺伝子のシグネチャー配列の記述が修正された[40]。
- 2011年にZhangらが、中国青海省で採取された土壌サンプルからSinosporangium albumを発見したことを報告し、新属としてSinosporangiumを提案した[20]。
- 2016年にMingmaらが、タイの熱帯鍾乳洞（Khao No-Khao Kaeo）で採取された土壌サンプルからSphaerimonospora cavernaeを発見したことを報告し、新属としてSphaerimonosporaを提案した。同時に、ミクロビスポラ・タイランデンシス（Microbispora thailandensis）とミクロビスポラ・メソフィラ（Microbispora mesophila）はこの属に移動した[22]。
- 2018年にNouiouiらによってゲノム解析に基づき放線菌門の分類体系の確認がなされたとき、PauljenseniaとThermobisporaの加入に基づき、科の説明が修正された[39]。
- 2019年に、中国雲南省東川県にある乾燥した高温の谷から採取された土壌サンプルからBailinhaonella thermotoleransが発見されたことが報告され、新属としてBailinhaonellaが提案された[8]。